# Deutsches Solo

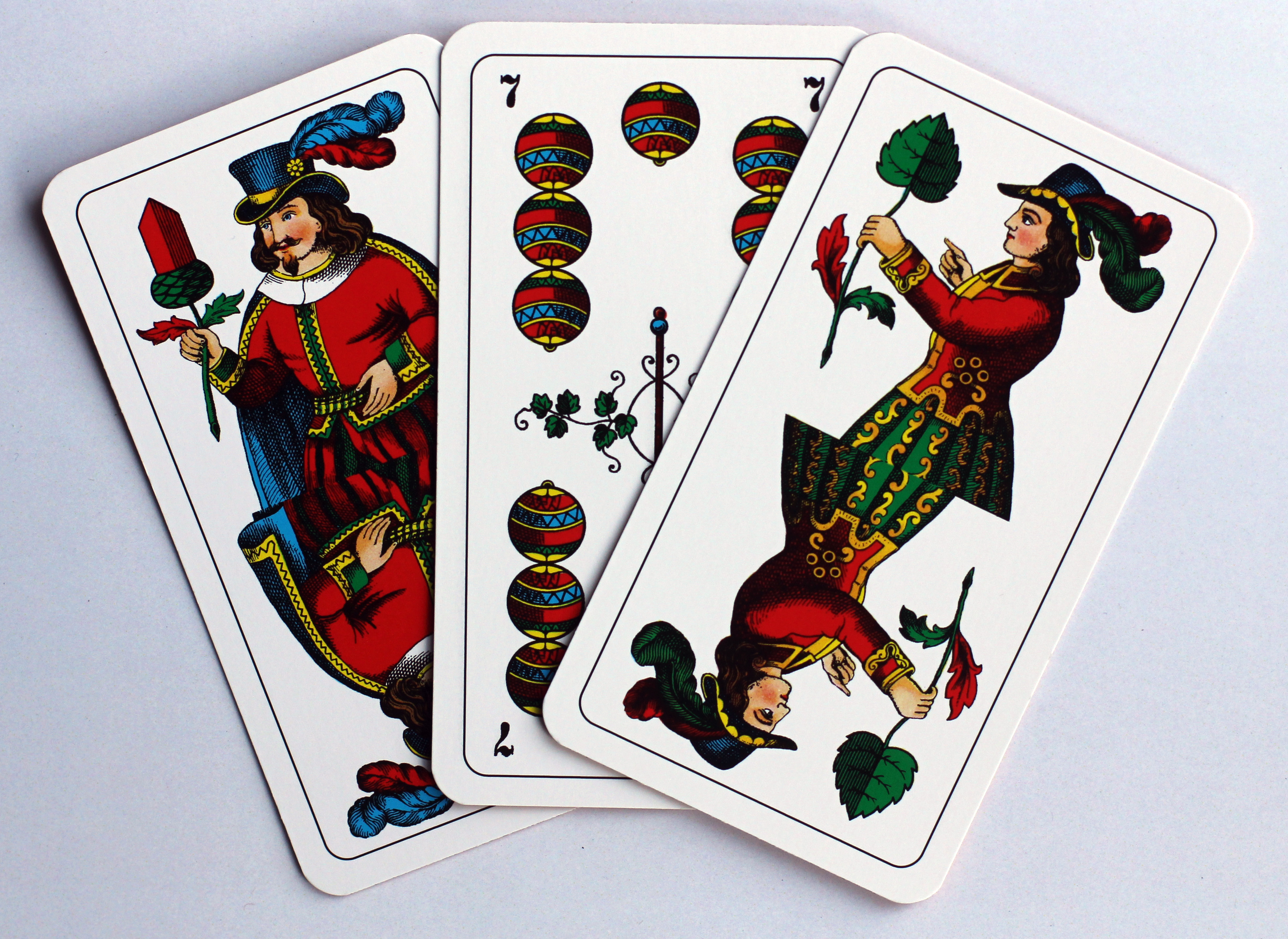
Die Matadore: Spadille, Manille, Basta (Trumpf = Schellen)

Deutsches Solo oder kurz Solo, plattdeutsch Sollo ist eine vereinfachte Version des spanischen Kartenspiels L’Hombre, jedoch für vier Personen. In Deutschland ist das Spiel heute nicht mehr allzu verbreitet, in den USA wird es unter dem Namen Modern Ombre aber weiterhin gespielt.
Die Regeln von Solo sind relativ einfach. Die folgende Beschreibung aus dem Münsterland verwendet einige Ausdrücke aus dem Plattdeutschen, die freilich kaum zu übersetzen sind.

## Spielregeln

### Spielerzahl und Spielmaterial
Solo wird mit vier Personen mit einem Skatblatt ohne 8en und 9en gespielt, also mit 24 Spielkarten. 

### Spielidee
Ziel des Spieles ist es, als agierende Partei oder Einzelspieler mindestens vier Stiche zu bekommen. Die Gegner versuchen natürlich, dieses zu verhindern.

### Trümpfe
Der höchste Trumpf ist die Kreuzdame (die Alte, auch Spadille), der zweithöchste ist die Trumpf-7 (Manille), je nachdem, welche Farbe gespielt wird, dritthöchster ist die Pikdame (Bass, eigentlich: Basta). Die restlichen Karten fallen in der Reihenfolge Ass, König, Dame, Bube, 10, 7, ab.

### Kartenverteilung und Spielbeginn
Der Kartengeber mischt und verteilt danach die Karten an die Mitspieler, so dass jeder sechs Spielkarten bekommt. Der Spieler vor der Hand kann als erster ein Spiel bestimmen. Sollte er dieses nicht wünschen, sagt er „weg“ und der nächste Spieler ist an der Reihe.

### Mögliche Spielarten
1. Solo: ein Spieler gegen die drei Mitspieler, der Alleinspieler (daher der Name Solo) bestimmt die Farbe, die Trumpf ist. Er muss mindestens 4 Stiche erhalten.
2. Frage: Herz ist Trumpf. Es wird ein Fehl-Ass (Kreuz, Karo oder Pik) gerufen. Der Spieler mit diesem Ass spielt mit dem Fragenden zusammen, darf sich aber nicht verbal zu erkennen geben.

Wenn keiner der Spieler agiert, haben wir „Verscheih“. Die Alte (der Spieler mit der Kreuzdame) ruft ein Ass. Der Spieler mit diesem Ass kann einen Trumpf bestimmen, wobei die Farbe des gerufenen Asses nicht als Trumpf gewählt werden darf. Er spielt dann mit der „Alten“ zusammen. Ziel ist es wieder, 4 Stiche zu erhalten.
Wer die Kreuzdame und die Pikdame hat, kann – wenn er keinen Sollo spielen möchte – klopfen (Groß). Dann weiter wie bei „Verscheih“, aber teurer.

### Spielablauf
Nachdem das Spiel geklärt ist, spielt der vor der Hand Sitzende aus. Der Spieler, der den höchsten Trumpf oder die höchste Fehlkarte gespielt hat, erhält den Stich und spielt dann wieder aus. Nachdem alle Stiche gemacht sind, können sie gezählt werden, wobei man eigentlich schon während des Spieles immer weiß, wie viele Stiche jede Partei hat. Es werden nur die Stiche gezählt, keine Punkte.
Hat die agierende Mannschaft (oder auch die gegnerische, ist aber sehr selten) die ersten 4 Stiche, muss der als nächstes Ausspielende entscheiden, ob er weiterspielt. Spielt er weiter, muss er mit seinem Partner auch Stich 5 und 6 bekommen, sonst ist das gesamte Spiel verloren, er spielt dann nämlich in den „Tou“ (von französisch tous: alle). Sollten sie aber alle Stiche bekommen, wird dieses mit einem besonders hohen Gewinn belohnt. Möchte er aufhören, legt er die Karten auf den Tisch, sagt „Schluss“ und kassiert eine Prämie für „die Ersten“.

### Abrechnung
Nach jedem Spiel wird abgerechnet, d. h. die unterlegene Partei zahlt dem Gewinnerteam den verlorenen Betrag, z. B. in Cents.
Einzelne Spielwertungen:
- Frage: 4
- Sollo einfach: 2
- Sollo Herz: 4
- die Ersten: 2
- Verscheih: 4
- Verscheih Herz: 6
- Groß (nach Klopfen): 4
- Groß (Herz): 8
- Tou (alle Stiche): 8
- Tou angesagt: alles doppelt
- 3 Matadoren: 3
- 3 Matadoren Herz: 6
- für das Klopfen: 2

Die drei höchsten Trümpfe – die Alte, Trumpf-7 und Bass – heißen Matadore. Sind diese drei höchsten Trümpfe in der Hand der agierenden Mannschaft, wird dieses besonders vergütet oder muss – im Falle der Niederlage – besonders bezahlt werden. 
Den Gewinn für das Klopfen erhält nur derjenige Spieler, der geklopft hat, nicht jedoch sein Spielpartner. Daher erhält der agierende Spieler bereits vor dem Rufen des Asses diesen Betrag, unabhängig davon, ob das darauf folgende Spiel gewonnen oder verloren wird.